# Punkt 7
Punkt 7 ist eines der drei Morgenmagazine bei RTL, das seit dem 28. März 2022 als Neuauflage des von 1994 bis 1997 unter diesem Namen gesendeten Programms ausgestrahlt wird und damit das zuvor ausgestrahlte Magazin Guten Morgen Deutschland ersetzt hat.

## Geschichte
Das Magazin Punkt 7 existierte nur bis 1997 als eigenständige Nachrichtensendung. Danach wurde der Sendungstitel Punkt 7 vom 1. September 1997 bis zum 27. Februar 2009 im Rahmen des Magazins Punkt 6 für die Nachrichten um 7:00 Uhr genutzt. Ab dem 2. März 2009 wurde die Sendezeit des Magazins Punkt 6 schließlich um eine halbe Stunde verlängert, wobei die Nachrichten um 7:00 Uhr nicht mehr unter einem eigenen Titel ausgestrahlt wurden.
Im Februar 2022 wurde bekannt gegeben, dass Guten Morgen Deutschland im April durch neue Versionen von Punkt 6, Punkt 7 und Punkt 8 ersetzt werden soll. Ende März 2022 gab RTL bekannt, das Rebranding bereits zum 28. März erfolgen zu lassen, zunächst aus dem bisherigen Studio mit den bisherigen Moderatoren, jedoch bereits mit neuer Studioeinrichtung. Im September 2022 erhielt die Sendung ein neues Studio.

## Inhalt
Die Sendung wird montags bis freitags von 7:00 Uhr bis 8:00 Uhr live aus Köln übertragen und von jeweils zwei Moderatoren präsentiert. Die Sendung setzt sich aus Nachrichten, Themen aus Politik, Sport und Boulevard sowie Tipps aus dem Servicebereich zusammen. Nachrichten aus aller Welt gibt es zur vollen Stunde, darauf folgen die Ereignisse aus dem Sportbereich und der Wetterbericht. Zur halben Stunde gibt es einen Schnellüberblick der wichtigsten Themen sowie zum Sendungsbeginn die ausführlichen Nachrichten aus aller Welt.

## Moderation der Neuauflage 2022

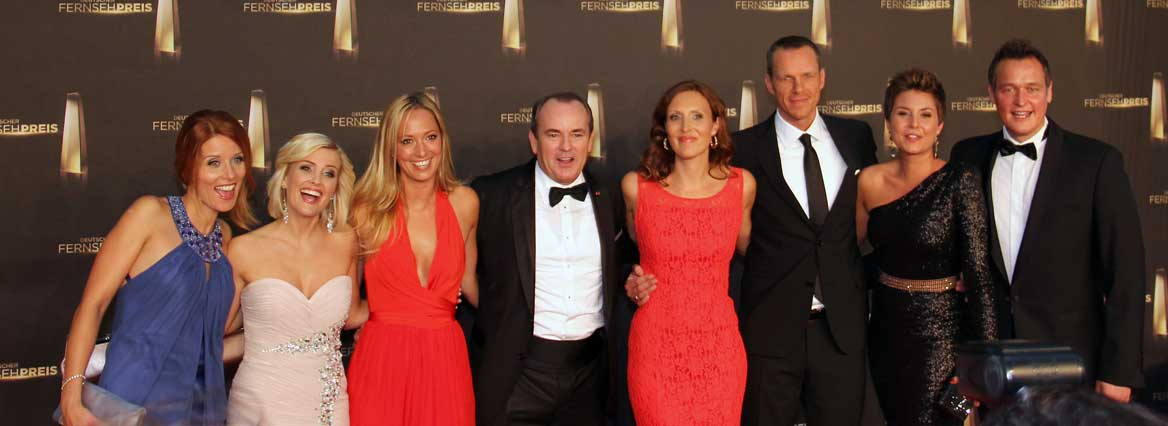
Das damalige Team von Punkt 6 beim Deutschen Fernsehpreis 2012

### Moderatoren
| Moderator/in                    | Jahre     | Bemerkungen    |
| ------------------------------- | --------- | -------------- |
| Aktuelle Hauptmoderatoren       |           |                |
| Daniel Fischer                  | seit 2022 |                |
| Daniela Will                    | seit 2022 |                |
| Annett Möller                   | seit 2022 |                |
| Simon Beeck                     | seit 2022 |                |
| Vanessa Civiello                | seit 2022 |                |
| Jan Malte Andresen              | seit 2024 |                |
| Aktuelle Vertretungsmoderatoren |           |                |
| Annika Lau                      | seit 2022 |                |
| Angela Finger-Erben             | seit 2022 |                |
| Ehemalige Moderatoren           |           |                |
| Roberta Bieling                 | 2022      | Vertretung     |
| Maurice Gajda                   | 2022–2023 | Vertretung     |
| Marco Schreyl                   | 2022–2023 | Hauptmoderator |
| Katja Burkard                   | 2025      | Vertretung     |

### Wettermoderatoren
| Moderator/in          | Jahre     |
| --------------------- | --------- |
| Bernd Fuchs           | seit 2022 |
| Melanie Haselhoff     | seit 2022 |
| Janique Johnson       | seit 2022 |
| Paul Heger            | seit 2024 |
| Ehemalige Moderatoren |           |
| Eva Imhof             | 2022–2023 |
| Angela Braun          | 2022–2024 |

### Society-Experten
| Moderator/in       | Jahre     | Funktion         |
| ------------------ | --------- | ---------------- |
| Steffi Brungs      | seit 2022 | Society-Expertin |
| Aleksandra Bechtel | seit 2022 | Society-Expertin |
| Michael Begasse    | seit 2022 | Royal-Experte    |
| Sebastian Klimpke  | seit 2023 | Society-Experte  |

## Moderation der Erstauflage 1994
| Moderator/in      | Jahre     | Bemerkungen    |
| ----------------- | --------- | -------------- |
| Wolfram Kons      | 1994–1997 | Hauptmoderator |
| Andreas von Thien | 1994–1997 |                |
| Alexa Iwan        | 1996–1997 |                |
| Claudia Hessel    | 1996      | Nachrichten    |
| Maxi Biewer       | 1994–1997 | Wetter         |

## Trivia
- Anders als bei den vorangehenden und nachfolgenden Sendungen Punkt 6 und Punkt 8, wird Punkt 7 seit 2025 circa 50 Minuten ohne Werbeunterbrechung gesendet, was bei der Anmoderation stets hervorgehoben wird.

- Am 5. Juni 2025 sendete Punkt 7 live aus dem RTL-Hauptstadtstudio in Berlin. Grund hierfür war die Entschärfung dreier Weltkriegsbomben. Erstmals moderierte Katja Burkard am Morgen.